# Aeroporto Internazionale Regina Beatrice
L'Aeroporto Internazionale Regina Beatrice si trova nell'isola di Aruba, nei dintorni della capitale Oranjestad. Racchiude i voli della Air Canada, Aires, American Airlines, Avianca, Continental Airlines, Delta Air Lines, Insel Air, JetBlue e la United Airlines.

## Storia
Nel 25 luglio 1925 Aruba riesce a far decollare il primo aereo. Nel 1933 il capo di Stato H.E.G. Wagemaker inizia ad avere la prima idea di costruire un aeroporto nell'isola che poi sino al 1955 si chiamerà Dakota Airport. Il primo volo effettuato risale nel 19 gennaio del 1935 per il trasporto, fra due isole, di quasi 3.000 persone. Nella seconda guerra mondiale, gli USA stabiliscono (nel 1942) una base di aviazione ad Aruba precisamente nel Dakota Airport. Per un breve periodo fu rinominato Beatrice 2OOO poi diverrà l'aeroporto internazionale Regina Beatrice.